# Stewart Finlay-McLennan
Stewart Finlay-McLennan (Broken Hill, 7 settembre 1957) è un attore australiano.

## Biografia
Finlay-McLennan è nato e cresciuto a Broken Hill. Ha conseguito una laurea presso la Charles Sturt University di Bathurst, nel New South Wales, dove si è laureato in arte e teatro.
Finlay-McLennan ha fatto il suo debutto televisivo in un episodio di Due come noi nel 1989. Dal 1994 al 1995, ha interpretato il Dr. Neil MacNeill nella serie televisiva della CBS, Christy. È apparso in Il mistero dei Templari - National Treasure e nella prima stagione di Six Feet Under. Successivamente è apparso in The Last Sin Eater e Prep School.
Finlay-McLennan è apparso in uno spot televisivo per Outback Steakhouse nel 2000 e Down an Alley Filled with Cats a Broadway. Finlay-McLennan si è ritirato dalla recitazione nel 2015 dopo Prep School.

## Filmografia

### Cinema
- Aspen - Sci estremo (Aspen Extreme), regia di Patrick Hasburgh (1993)
- Spoiler, regia di Jeff Burr (1998)
- The Survivor, regia di Nick Davis (1998)
- Alamo - Gli ultimi eroi (The Alamo), regia di John Lee Hancock (2004)
- Il mistero dei Templari - National Treasure (National Treasure), regia di Jon Turteltaub (2004)
- The Last Sin Eater, regia di Michael Landon Jr. (2007)
- Prep School, regia di Sean Nichols Lynch (2015)

### Televisione
- Christy - Ritorno a Cutter Gap (Christy: The Movie), regia di Chuck Bowman – film TV (2000)
- Detective Monk (Monk) – serie TV, episodio 3x02 (2004)